# Leptocyclopodia kuoi
Leptocyclopodia kuoi är en tvåvingeart som beskrevs av Maa 1975. Leptocyclopodia kuoi ingår i släktet Leptocyclopodia och familjen lusflugor. Inga underarter finns listade i Catalogue of Life.